# Ітан Нванері
І́тан Чідьєбе́ре Нване́рі (англ. Ethan Chidiebere Nwaneri; нар. 21 березня 2007, Лондон) — англійський футболіст, півзахисник клубу «Арсенал».

## Клубна кар'єра
У віці 9 років приєднався до академії лондонського «Арсенала», а вже у віці 14 років виступав за молодіжну команду клубу віком до 18 років. 18 вересня 2022 року дебютував за «Арсенал», вийшовши на заміну Фабіу Вієйрі в матчі Прем'єр-ліги проти «Брентфорда». Таким чином став наймолодшим (15 років і 181 день) гравцем в історії англійської Прем'єр-ліги, перевершивши досягнення Гарві Елліотта (16 років і 30 днів) в травні 2019 року проти «Вулвергемптон Вондерерз». Він також став наймолодшим гравцем в історії найвищого дивізіону чемпіонату Англії, побивши попередній рекорд Дерека Фостера, який зіграв у 1964 році за «Сандерленд» у віці 15 років і 184 днів. Окрім цього він побив і клубний рекорд «Арсенала», що належав Сеску Фабрегасу, який став наймолодшим гравцем (16 років і 177 днів) в жовтні 2003 року в матчі Кубка ліги проти «Ротергем Юнайтед».
5 липня 2023 року продовжив угоду з «Арсеналом», в якій передбачено професіональний контракт з березня 2024 року, коли йому виповниться 17 років 11 лютого 2024 року вперше зіграв в сезоні 2023–24 за «Арсенал», вийшовши на заміну в матчі Прем'єр-ліги проти клубу «Вест Гем Юнайтед».
25 вересня 2024 року в матчі Кубка ліги проти клубу «Болтон Вондерерз» забив свої перші голи за «Арсенал», оформивши дубль. 5 листопада в матчі загального етапу Ліги чемпіонів УЄФА проти італійського «Інтернаціонале» дебютував у єврокубках. 23 листопада 2024 року в поєдинку проти клубу «Ноттінгем Форест» вперше відзначився м'ячем у Прем'єр-лізі. У віці 17 років і 247 днів став другим наймолодшим автором голу Арсенала у Прем'єр-лізі (після Сеска Фабрегаса у серпні 2004 року).
29 січня 2025 року в матчі Ліги чемпіонів проти іспанської «Жирони» вперше відзначився м'ячем у єврокубках, ставши другим наймолодшим англійським голеадором в історії турніру після Джуда Беллінгема.

## Кар'єра в збірній
Виступав за збірні Англії до 16, до 17 і до 19 років. В травні 2023 року грав на юнацькому чемпіонаті Європи 2023 (до 17 років) в Угорщині, відзначившись в матчі проти збірної Хорватії. В листопаді 2023 року виступав на чемпіонаті світу 2023 (до 17 років) в Індонезії, забивши гол в матчі проти збірної Нової Каледонії. 
В травні 2024 року потрапив у заявку збірної до 17 років на юнацький чемпіонат Європи 2024 на Кіпрі. На турнірі зіграв в усіх 4 матчах, де відзначився проти Франції та Португалії, а також у чвертьфіналі проти Італії, де англійці поступились в серії пенальті.
В березні 2025 року дебютував за збірну до 21 року в товариському матчі проти збірної Франції. В червні 2025 року потрапив в заявку збірної до 21 року на молодіжний чемпіонат Європи в Словаччині. На турнірі провів шість матчів, а його команда дійшла до фіналу, де перемогла збірну Німеччини.

## Особисте життя
Народився у Внутрішньому Лондоні, зростав у боро Ізлінгтон поблизу домашнього стадіону футбольного клубу «Арсенал» — «Емірейтс». Має нігерійське походження.

## Статистика виступів
Станом на 25 травня 2025 
| Клуб              | Сезон             | Чемпіонат         | Чемпіонат | Чемпіонат | Кубок | Кубок | Кубок ліги | Кубок ліги | Єврокубки | Єврокубки | Інші  | Інші | Всього | Всього |
| Клуб              | Сезон             | Дивізіон          | Матчі     | Голи      | Матчі | Голи  | Матчі      | Голи       | Матчі     | Голи      | Матчі | Голи | Матчі  | Голи   |
| ----------------- | ----------------- | ----------------- | --------- | --------- | ----- | ----- | ---------- | ---------- | --------- | --------- | ----- | ---- | ------ | ------ |
| Арсенал           | 2022–23           | Прем'єр-ліга      | 1         | 0         | 0     | 0     | 0          | 0          | 0         | 0         | 0     | 0    | 1      | 0      |
| Арсенал           | 2023–24           | Прем'єр-ліга      | 1         | 0         | 0     | 0     | 0          | 0          | 0         | 0         | 0     | 0    | 1      | 0      |
| Арсенал           | 2024–25           | Прем'єр-ліга      | 26        | 4         | 0     | 0     | 4          | 3          | 6         | 2         | 0     | 0    | 36     | 9      |
| Всього за кар'єру | Всього за кар'єру | Всього за кар'єру | 28        | 4         | 0     | 0     | 4          | 3          | 6         | 2         | 0     | 0    | 38     | 9      |

1. ↑  Матчі в Лізі чемпіонів УЄФА

## Досягнення
Збірна Англії (до 21)
- Переможець молодіжного чемпіонату Європи: 2025[33]